# Trận Wilson's Creek
Trận Wilson's Creek, còn gọi là Trận Oak Hills, là một trận đánh trong thời gian đầu của cuộc Nội chiến Hoa Kỳ, diễn ra ngày 10 tháng 8 năm 1861, ở gần Springfield, Missouri, giữa quân Liên bang miền Bắc và quân vệ binh Missouri. Đây là trận đánh lớn đầu tiên tại phía tây sông Mississippi và thường được gọi là "Bull Run của miền Tây". Quân miền Bắc thuộc Binh đoàn miền Tây do chuẩn tướng Nathaniel Lyon chỉ huy đang đóng tại Springfield, Missouri thì quân miền Nam của chuẩn tướng Benjamin McCulloch kéo đến. Hai bên dành cả ngày 9 tháng 8 để lên kế hoạch tấn công đối phương. Khoảng 5 giờ sáng ngày 10 tháng 8, Lyon cùng đại tá Franz Sigel kéo hai hàng quân tiến đánh quân địch tại con rạch mang tên Wilson's Creek (cách Springfield khoảng 19 km về phía nam). Kỵ binh miền Nam bị đòn đánh đầu tiên, phải rút khỏi Bloody Hill, nhưng các lực lượng khác của miền Nam đã nhanh chóng tiến lên và ổn định được chiến tuyến.
Trong ngày hôm đó quân miền Nam tuy có lực lượng hùng hậu hơn nhưng đã cố tấn công ba lần mà không chọc thủng nổi tuyến phòng thủ của quân miền Bắc. Tướng Lyon tuy bị thương hai lần nhưng vẫn tiến ra trước ráng đốc thúc quân mình chống lại quân địch. Khi ông không may bị bắn chết và tướng Sweeny cũng bị thương thì thiếu tá Samuel D. Sturgis lên thay làm chỉ huy. Trong lúc đó quân của Sigel bị đánh tan tại phía nam Skegg's Branch. Sau khi đợt tấn công thứ ba kết thúc lúc 11 giờ sáng thì quân miền Nam rút lui. Sturgis không đuổi theo vì thấy quân mình đã mệt mỏi và thiếu đạn, ông ra lệnh rút lui về Springfield. Quân miền Nam cũng đã rối loạn và thiếu trang bị nên không thể truy kích.
Trận này được xem như một chiến thắng của quân miền Nam và làm tăng tinh thần chiến đấu và lòng tin của những người có thiện cảm với miền Nam tại Missouri đang phân vân về vấn đề ly khai. Tướng Sterling Price sau đó nhân thế thắng đã táo bạo dẫn vệ binh Missouri đánh lên miền Bắc đến tận Lexington. Đến cuối tháng 10 thì chính phủ của thống đốc Claiborne Fox Jackson đã triệu tập một hội nghị tại Neosho và quyết định ly khai, theo phe Liên minh miền Nam chống lại chính quyền miền Bắc. Nhờ chiến thắng tại Wilson's Creek - trận đánh lớn nhất tại Missouri trong năm 1861 - mà Liên minh miền Nam giành được quyền kiểm soát miền tây nam Missouri.

## Bối cảnh

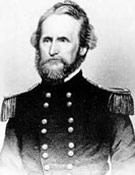
Nathaniel Lyon
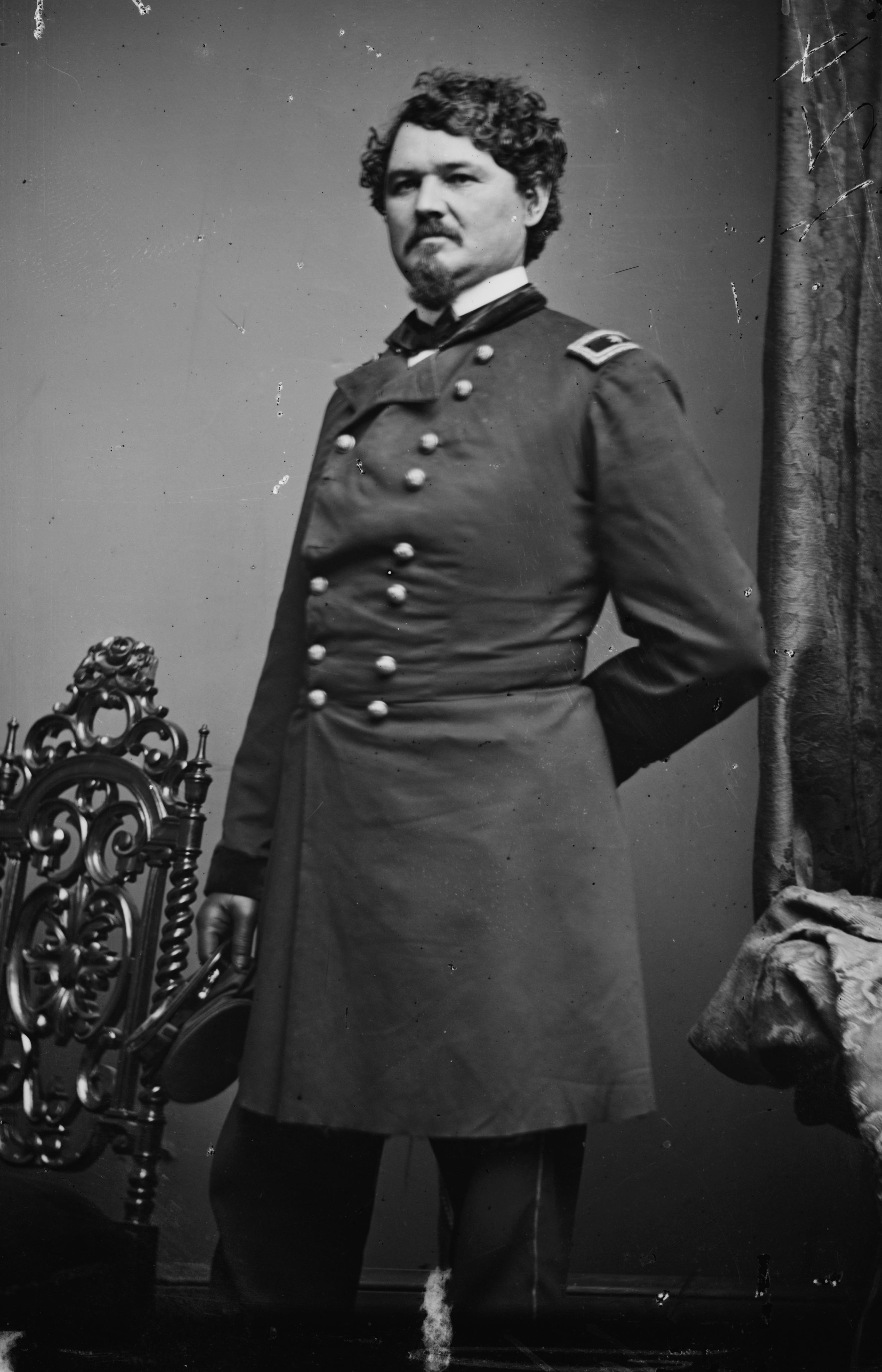
Samuel D. Sturgis
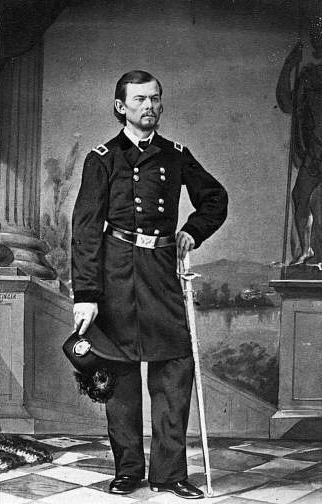
Franz Sigel

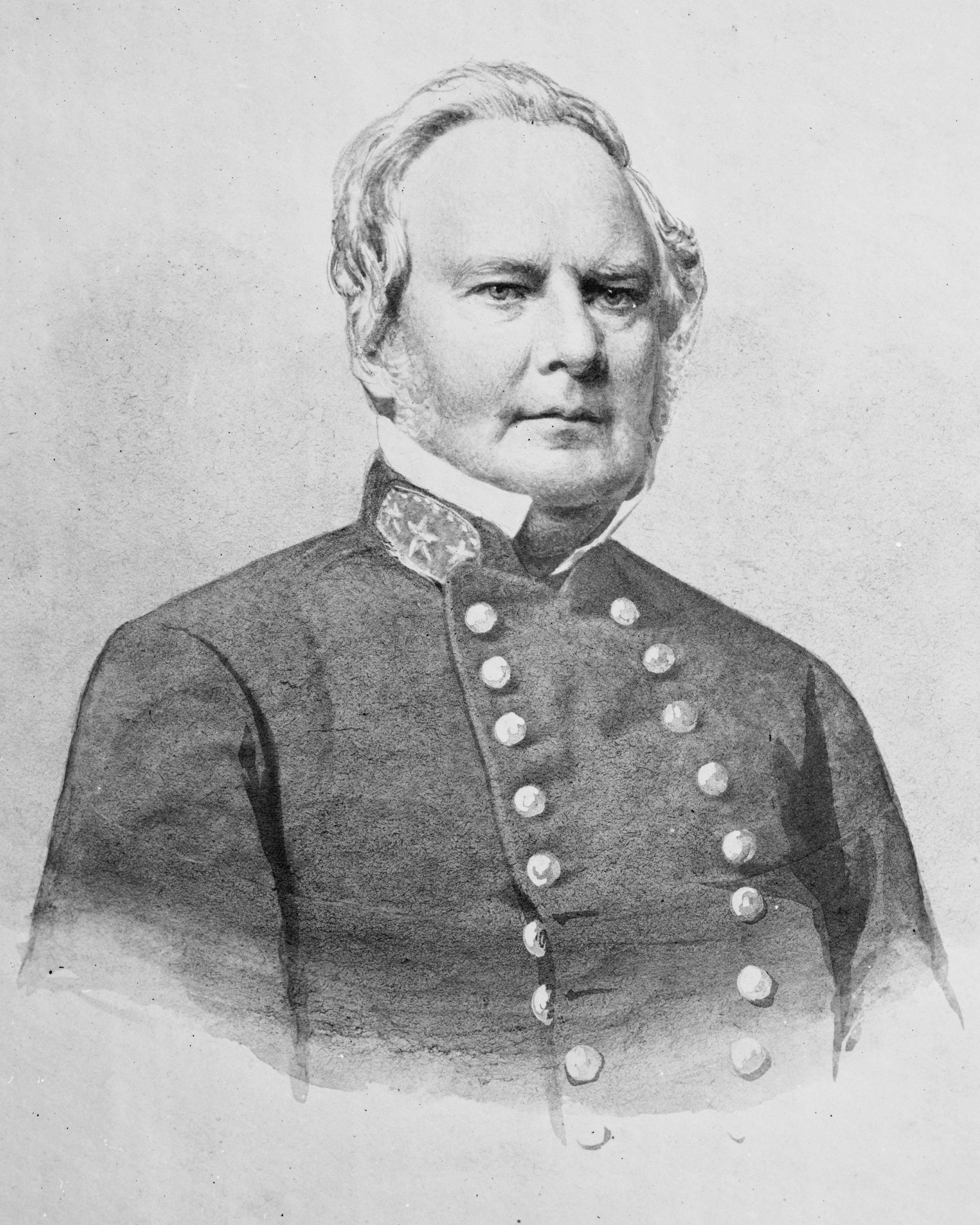
Sterling Price
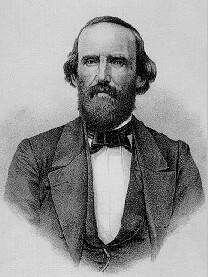
Benjamin McCulloch
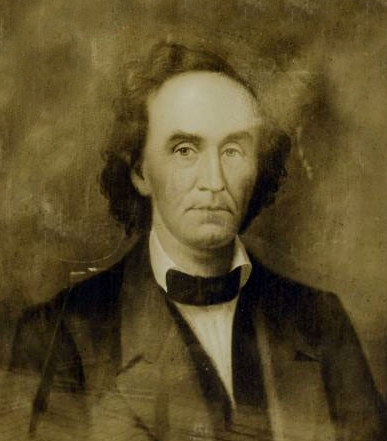
Claiborne Fox Jackson